# Tamás Kovács
Tamás Kovács (n. 20 martie 1943, Budapesta, Regatul Ungariei) este un scrimer maghiar, medaliat olimpic. A participat la 3 ediții ale Jocurilor Olimpice (1968, 1972, 1976) în care a câștigat o medalie de bronz.